# John Pole, 1. Baronet
Sir John Pole, 1. Baronet (* um 1589; † 16. April 1658 in Bromley-by-Bow) war ein englischer Adliger und Politiker, der einmal als Abgeordneter für das House of Commons gewählt wurde.

## Herkunft
John Pole entstammte der Familie Pole, einer Familie der Gentry aus Devon. Er war der zweite, doch älteste überlebende Sohn von Sir William Pole und dessen Frau Mary Peryam. 1606 studierte er kurzzeitig am Inner Temple in London. Zu Beginn des 17. Jahrhunderts war die Familie Pole stark puritanisch geprägt. Nachdem Pole am 5. Januar 1614 seine Stiefschwester Elizabeth How (auch Howe) († 1628) geheiratet hatte, überließ ihm sein Vater Shute House als Wohnsitz.

## Politische Tätigkeit während der Herrschaft von Karl I.

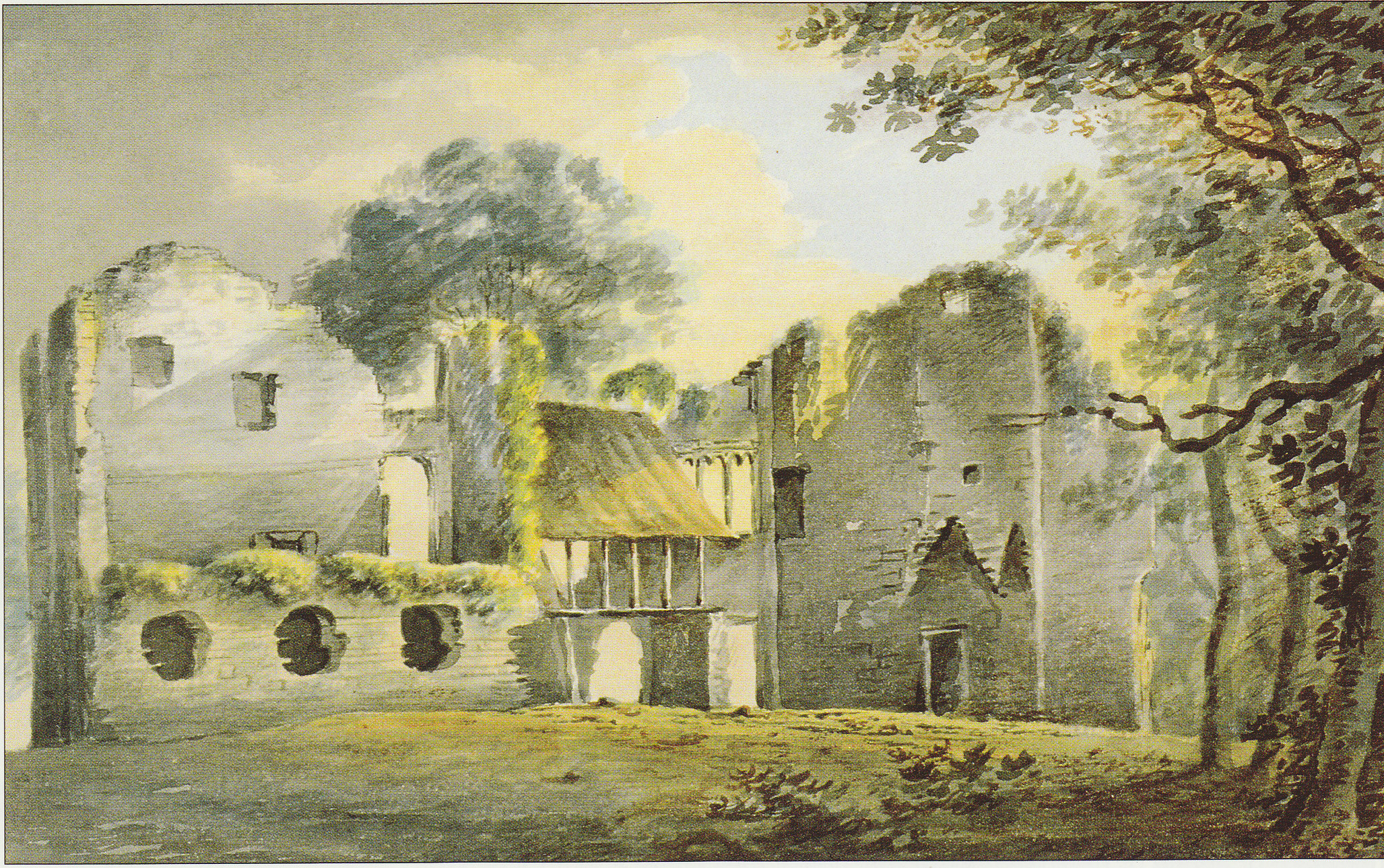
Darstellung von Colcombe Castle von 1695. Colcombe war Poles Wohnsitz, bis es während des Englischen Bürgerkriegs zerstört und nicht wieder aufgebaut wurde.

Ohne zuvor öffentliche Ämter bekleidet zu haben, wurde Pole bei der Unterhauswahl 1626 überraschend als Nachfolger seines Schwagers Francis Courtenay als Knight of the Shire für Devon gewählt. Im House of Commons blieb Pole zunächst zurückhaltend, bis er nach drei Monaten am 9. Mai den Vorschlag machte, die Abgeordneten sollten vor dem Impeachment-Verfahren gegen den Duke of Buckingham einen Eid ablegen, nach dem sie unparteiisch entscheiden würden und dass sie nicht bestochen wurden. Obwohl sowohl die Unterstützer Buckinghams wie auch seine Gegner den Vorschlag sofort unterstützten, wurde die Idee bis zur Auflösung des Parlaments am 15. Juni nicht umgesetzt. Bei den folgenden Wahlen kandidierte Pole nicht erneut, doch übernahm er in der Folge zahlreiche lokale Ämter in Devon. 1627 wurde er Friedensrichter und am 12. September 1628 wurde er noch zu Lebzeiten seines Vaters in der Baronetage of England zum Baronet, of Shute House in the County of Devon, erhoben. Vor 1633 wurde er Oberstleutnant der Miliz. Nach dem Tod seines Vaters 1636 erbte er die Familienbesitzungen. Von 1638 bis 1639 diente er als Sheriff von Devon. In diesem Amt erhob er für die Regierung die Ship Money genannte Steuer, obwohl er die Steuererhebung selbst ablehnte. Vor 1639 war er auch Deputy Lieutenant von Devon geworden, weshalb er Soldaten für die Bischofskriege anwerben musste. Er selbst weigerte sich jedoch, zur Finanzierung der Kriege einen freiwilligen Beitrag zu zahlen. 1640 erreichte er mit, dass das Borough Honiton in Devon Abgeordnete in das House of Commons senden durfte. Als Folge davon wurde bei der Unterhauswahl im November 1640 sein ältester Sohn William als einer der beiden Abgeordneten von Honiton gewählt.

## Beteiligung am Englischen Bürgerkrieg
Als es 1642 zum Englischen Bürgerkrieg kam, unterstützte Pole das Parlament gegen den König. Folglich verlor er seine Ämter als Friedensrichter und Deputy Lieutenant. Er stellte in Devon mit ein Aufgebot für die Parlamentstruppen auf, während sich seine beiden ältesten Söhne William und Courtenay den königlichen Truppen anschlossen. 1643 befehligte er zwei Vorstöße der Parlamentstruppen in die Gebiete von Devon und Cornwall, die von Anhängern des Königs gehalten wurden. Im selben Jahr gehörte er aber auch zu den Parlamentsanhängern, die in Devon mit den Anhängern des Königs erfolglose Friedensverhandlungen führten. Während des Bürgerkriegs wurden die Familienbesitzungen Colcombe Castle und Shute House von königlichen bzw. von Parlamentstruppen erheblich beschädigt. Angesichts des Vormarsches der königlichen Truppen musste sich Pole vor Juli 1644 nach Bromley-by-Bow östlich von London zurückziehen, wo seine zweite Frau Mary Leachland ein Haus besaß. Nachdem der Bürgerkrieg 1646 zugunsten des Parlaments entschieden war, übernahm Pole wieder das Amt eines Friedensrichters und andere Ämter. Die Hinrichtung von König Karl I. Anfang 1649 lehnte er jedoch ab, so dass er sich während des Commonwealth politisch zurückzog und bis zu seinem Tod keine Ämter mehr ausübte.

## Sonstiges
Nach dem Bürgerkrieg erwarb Pole im County Meath in Irland umfangreichen Grundbesitz, doch ansonsten überließ er während des Commonwealth die Verwaltung seiner Besitzungen meist seinem Sohn Courtenay Pole. Er selbst lebte vermutlich bis zu seinem Tod zurückgezogen in Bromley-by-Bow. Wie sein Vater war er sehr an der Lokalgeschichte von Devon interessiert, doch seine Schriften wurden nie veröffentlicht. Er wurde am 13. Juli 1658 in der Pole Chapel der St Andrew Church in Colyton beigesetzt.

## Familie und Nachkommen
Aus seiner Ehe mit Elizabeth How († 1628), eine Tochter des Londoner Kaufmanns Roger How (auch Howe) hatte Pole drei Söhne und vier Töchter, darunter
- Martha Pole
- Jane Pole
- Sir William Pole (1614–1649)
- Sir Courtenay Pole, 2. Baronet (1619–1695)

Nach dem Tod seiner ersten Frau 1628 hatte er Mary, die Witwe von William Leachland aus Bromley-by-Bow geheiratet. Die Ehe blieb kinderlos. Nachdem sein ältester Sohn William 1649 ohne männliche Nachkommen gestorben war, wurde sein zweitältester Sohn Courtenay Pole sein Erbe.